# Земя Уилкс
Земя Уилкс (на английски: Wilkes Land) е територия от Източна Антарктида, простираща се между 65°45’ и 67°10’ ю.ш. и 100°30’ и 136°10’ и.д., покрай Индоокеанския сектор на Южния океан. На запад граничи със Земя кралица Мери, а на изток – със Земя Адели. Крайбрежните и участъци от запад на изток носят названията Бряг Нокс, Бряг Бад, Бряг Сабрина, Бряг БАНЗАРЕ и Бряг Клари.

## Географска характеристика

### Брегове
Бреговата линия на Земя Уилкс, с дължина около 1800 km, в общи линии е слабо разчленена, като западната ѝ част попада в акваторията на море Моусън. На запад се простира големия шелфов ледник Шакълтън, а в централните части – шелфовите ледници Московски университет и Воейков. Около 110° и.д. е разположен големия залив Винсенс, а на 128° и.д. – залива Порпес. Крайбрежните острови са малко, основно в крайната западна част, „зазидани“ в шелфовия ледник Шакълтън – Мил, Новосилски, Боумън.

### Релеф
Земя Уилкс е изцяло е покрита с континентален леден щит, дебелината на който на юг надхвърля 3000 m. Над него стърчат отделни оголени върхове и нунатаки на малки и сравнително ниски крайбрежни планини и възвишения с височина до 1000 m. По крайбрежието има отделни участъци свободни от ледена покривка – „оазисите“ Бангер (66°16′ ю. ш. 100°48′ и. д. / 66.266667° ю. ш. 100.8° и. д.) и Грирсон (66°19′ ю. ш. 110°33′ и. д. / 66.316667° ю. ш. 110.55° и. д.)

### Континентални ледници
От крайбрежните ниски планини и възвишения към морския бряг и в шелфовите ледници Шакълтън и Воейков се „вливат“ малки и сравнително къси за мащабите на Антарктида континентални ледници. От запад на изток се редуват ледниците: Ременхус, Кисельов, Глензер, Конгер, Ангарски, Джон Куинси Адамс, Вандерфорд, Фокс, Уилямсън, Кучин, Тотън, Блер, Бел, Фрост, Сандфорд, Мей, Харисън, Фримън, Дибъл и Пуркуа-Па.

## Историческа справка
През 1911 г. австралийският антарктически изследовател Дъглас Моусън по време на своята антарктическа експедиция 1911 – 1914 г. наименува изследваната от него част от Антарктида Земя Уилкс в чест на нейния откривател на 1 януари 1840 г. Чарлз Уилкс, офицер от ВМФ на САЩ. Тридесет дни по-късно на 30 януари 1840 г. почти същия участък от крайбрежието на Антарктида е открит от френския мореплавател Жул Дюмон-Дюрвил. През 20 век множество експедиции допринасят за дооткриването, изследването и топографското заснемане на крайбрежието и вътрешността на земя Уилкс: 1911 и 1930 – 1931 г. – Дъглас Моусън; 1946 – 1947 г. – американския антарктически изследовател Ричард Бърд; 1956 – 1957 г. – американецът Джордж Дуфек; 1957 – 1958 г. – 3-тата Съветска антарктическа експедиция и др.